# Boeing Sonic Cruiser
O Boeing Sonic Cruiser foi um conceito de avião subsônico proposto pela Boeing em 2001. Sua característica diferencial foi ser um subsônico elevado, mais rápido que os convencionais. O projeto foi abandonado pela Boeing em 2002.

## O projeto
O projeto desta aeronave propunha uma aeronave bimotor no formato asa delta com um canard frontal, com 75m de comprimento e 50m de largura, com capacidade entre 200 e 250 passageiros, reduzindo o tempo de voo nas viagens a uma velocidade de 0,98 mach (aproximadamente 1.010 km/h) até 20% mais rápido que os aviões convencionais.

## Cancelamento
Em dezembro de 2002 a Boeing anunciou o cancelamento do projeto, a aeronave não atraiu grande interesse das companhias devido ao alto consumo do combustível, razão semelhante ao desinteresse em relação ao Concorde, logo após a Boeing decidiu focar seus esforços no projeto 7E7 (posteriomente o Boeing 787) aproveitando alguns recursos como material polímero de fibra de carbono reforçada e ausência de sangramento de ar.